# Regroupement des citoyennes pour la souveraineté
 (octobre 2024).
Le Regroupement des citoyennes pour la souveraineté (RCS) est un organisme national de promotion de la souveraineté du Québec mis sur pied dans la foulée de la campagne référendaire de 1995. Le RCS s'inscrit plus spécifiquement dans le prolongement de l'Opération porte-voix, une grande tournée des femmes du Québec organisée par les Partenaires pour la souveraineté quelques semaines avant le scrutin.   

## Les Partenaires pour la souveraineté
Les Partenaires pour la souveraineté sont une coalition souverainiste formée au début de l'année 1995 en prévision du référendum sur la souveraineté du Québec promis par le gouvernement de Jacques Parizeau. Ils regroupent une quinzaine d'organismes nationaux représentant plus d’un million de Québécois, y compris les trois principales centrales syndicales, les grandes associations étudiantes et diverses organisations culturelles ou communautaires.
La mission explicite des Partenaires pour la souveraineté est de faire la promotion de l’option souverainiste au sein de la société civile, et ce, à l’extérieur des structures traditionnelles de la politique partisane. Les Partenaires se donnent une plateforme commune, résolument progressiste, dans les domaines de l'économie, de l'éducation, des politiques sociales, des relations internationales, de la citoyenneté, de la culture et des droits et libertés. Au cours du printemps, de l'été et de l'automne 1995, ils distribuent du matériel promotionnel et multiplient les activités de mobilisation et de sensibilisation à la cause souverainiste,.  

### L'Opération porte-voix
Vers la fin de l'été 1995, réalisant que l'option souverainiste est toujours moins populaire chez les femmes que chez les hommes, les Partenaires pour la souveraineté entreprennent une ambitieuse campagne de mobilisation auprès des femmes des quatre coins du Québec. Au cours de l'Opération porte-voix, organisée en collaboration avec la Centrale de l'enseignement du Québec (CEQ), une cinquantaine de femmes se relaient à bord d'un autobus nolisé pour visiter une quarantaine de municipalités et pour discuter des tenants et aboutissants du projet souverainiste. Dans un bilan de la mobilisation, la porte-parole des Partenaires pour la souveraineté, Nicole Boudreau, conclut que les Québécoises s'intéressent à la souveraineté, mais qu'elles ne la perçoivent pas comme une fin en soi. Elles voient plutôt la souveraineté du Québec comme un moyen d'améliorer les conditions de vie de la population, notamment par la promotion de l'égalité des sexes, de programmes sociaux généreux, du développement durable et d'un partage équitable des richesses. Enfin, toujours selon Nicole Boudreau, les femmes sont plus sensibles au discours souverainiste lorsque celui-ci est porté par des femmes et qu'il reflète leurs préoccupations.

## La période post-référendaire
Les Partenaires pour la souveraineté poursuivent leurs activités pendant quelque temps après la défaite référendaire de 1995, ce qui permet à de nombreuses femmes souverainistes de rester mobilisées sous le chapeau du Regroupement des citoyennes pour la souveraineté. En collaboration avec celui-ci, les Partenaires organisent des événements de mobilisation des femmes souverainistes à Montréal, Orford, Québec et Trois-Rivières en 1996, 1997 et 1998, mais ce n'est qu'en 1999 que le Regroupement des citoyennes pour la souveraineté est officiellement constitué, en lien avec le plan d'action présenté par le Mouvement national des Québécoises et des Québécois (MNQ). 

### L'événement De souveraineté et d'espoir (1erdécembre 1996)
Le premier événement de mobilisation organisé par le Regroupement des citoyennes pour la souveraineté au lendemain de la défaite référendaire se tient à l'hôtel InterContinental Montréal le 1er décembre 1996. Pour l'occasion, plus de 150 femmes issues des milieux syndical, communautaire, politique et étudiant se réunissent pour tenter une réflexion post-référendaire. Au cours de la rencontre, les participantes assistent à la projection du documentaire de l'ONF « Référendum : prise deux », participent à une discussion animée par la journaliste Ariane Émond et forment un comité permanent dont la mission est de préparer les trois grandes rencontres à venir. 

### L'événement De souveraineté et de mémoire (19 octobre 1997)

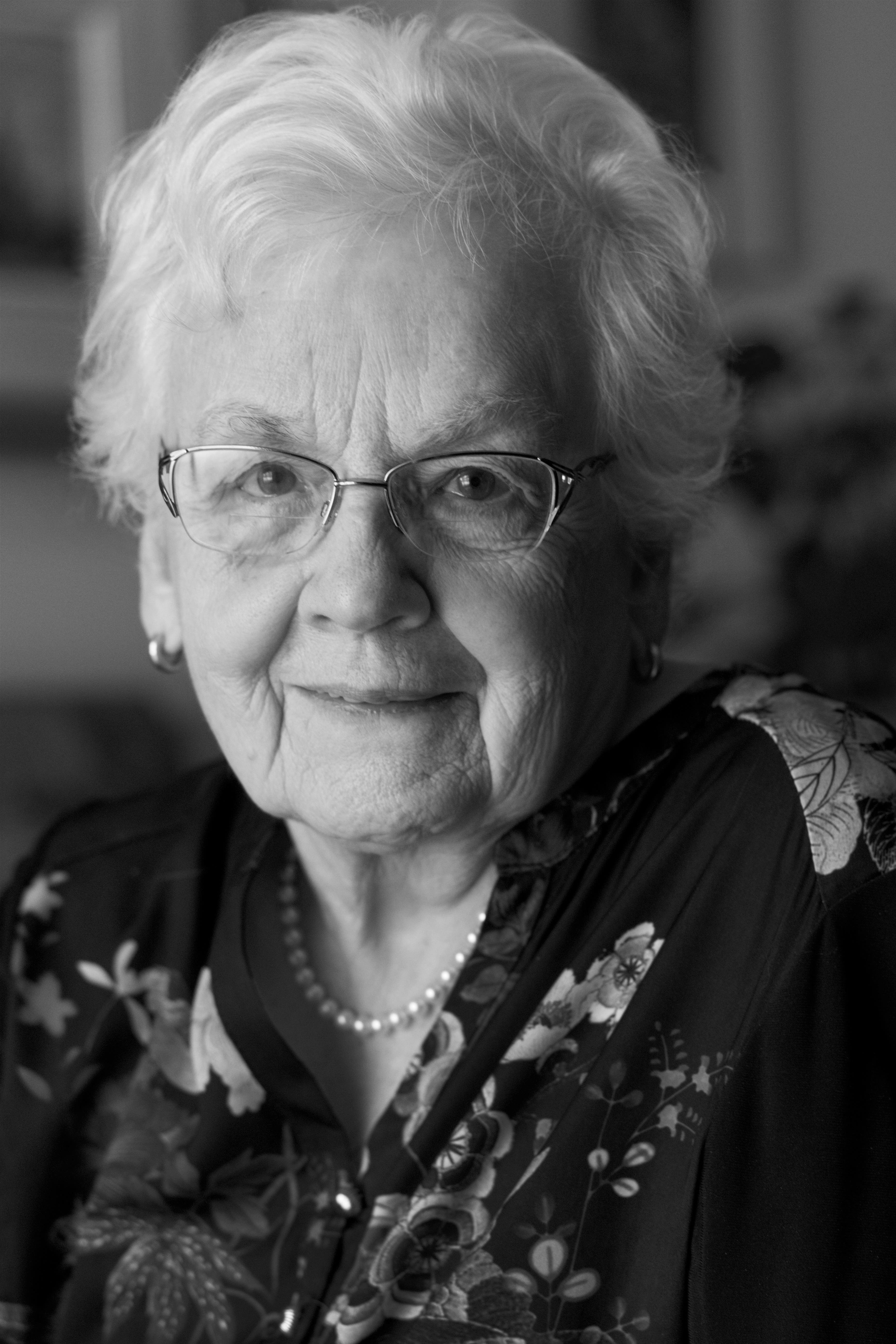
L'historienne Micheline Dumont participe à l'événement De souveraineté et de mémoire

Le deuxième événement de mobilisation du RCS se tient au Centre d'arts Orford, en Estrie, le 19 octobre 1997. Quelque 250 femmes participent alors à un déjeuner-rencontre ayant comme thème De souveraineté et de mémoire,. L'événement permet à des femmes de différents milieux d'échanger sur la place des femmes dans l'histoire du mouvement nationaliste québécois. Dans son allocution, l'historienne Micheline Dumont souligne que « les femmes sont nombreuses à associer leur propre autonomie à celle du Québec », mais que leur point de vue tend trop souvent à disparaître au profit d'impératifs économiques. La deuxième conférencière, la militante communautaire Lorraine Guay, invite les femmes à s'approprier l'indépendance du Québec: « Les femmes ont une responsabilité face aux multiples enjeux qui concernent non seulement notre propre avenir mais aussi celui de toute la société québécoise ». Ayant ainsi dressé un bilan critique de la place des femmes dans les luttes pour l'émancipation du Québec, les participantes conviennent de poursuivre leur action politique afin de « remobiliser » les femmes souverainistes,. 

### L'événement Modernité, citoyenneté, souveraineté (19 avril 1998)
Le troisième événement de mobilisation du RCS rassemble quelque 300 femmes au Capitole de Québec le 19 avril 1998. L'événement, qui a pour thème Modernité, citoyenneté, souveraineté, prend la forme d'une conférence livrée par Nicole Duplé, professeure émérite en droit international de l'Université Laval. Cette dernière entretient les militantes des questions de droits économiques et de justice sociale soulevées par le phénomène de la mondialisation. Elle souligne ensuite le rôle primordial que les acteurs de la société civile doivent jouer pour préserver les institutions démocratiques : « Les citoyens doivent montrer qu'ils sont vivants et faire pression sur les gouvernements afin que ceux-ci fassent valoir leurs revendications au sein des organismes internationaux. Aucun État ne peut agir seul; il faut une concertation mondiale pour que les règles du jeu soient changées ». Enfin, la conférencière affirme que la mondialisation ne devrait pas être un obstacle à la souveraineté du Québec: « La société québécoise est cohérente. Elle est porteuse d'un projet de société où l'humain compte... [...] Plus que jamais, il faut dire oui à la souveraineté et tout mettre en œuvre pour préparer un avenir plus stimulant que celui qui s'annonce actuellement ».

### L'événement Les rêves et les dires (3 octobre 1998)

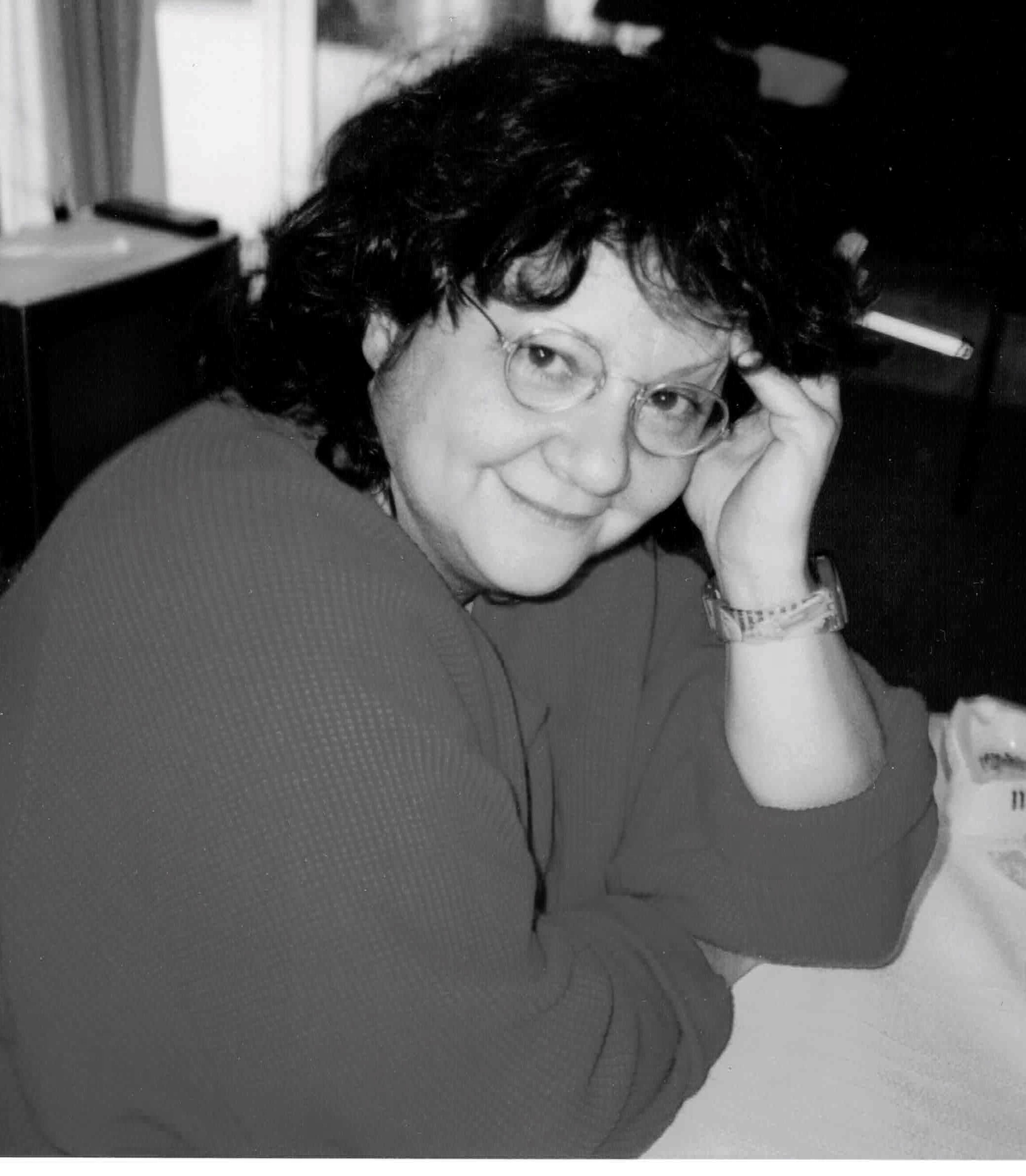
L'écrivaine Hélène Pedneault participe à l'événement Les rêves et les dires

Le quatrième événement de mobilisation du RCS a lieu à Trois-Rivières le 3 octobre 1998. Environ 175 femmes en provenance de Montréal, de Québec et des régions de Lanaudière, de l'Estrie, du Centre-du-Québec et de la Mauricie se réunissent alors au Musée des arts et traditions populaires de Trois-Rivières pour participer à un brunch-poésie organisé conjointement par le Regroupement des citoyennes pour la souveraineté (RCS) et la Société Saint-Jean-Baptiste de la Mauricie. L'événement, qui coïncide avec le 14e Festival international de la poésie, est composé d'une suite de performances artistiques, littéraires et musicales. Y brille particulièrement l'écrivaine Hélène Pedneault qui, dans une allocution fort appréciée de l'auditoire, insiste sur « l'importance de préserver et de propager la culture québécoise au même titre que l'économie ». 

### Événements de mobilisation, mise sur pied de cellules régionales et bilan
Le 20 février 2000, à l'occasion d'une conférence de presse donnée aux côtés de l'homme politique Yves Michaud et de l'écrivain Jean-Claude Germain, la présidente du Mouvement national des Québécoises et Québécois (MNQ), Louise Paquet, annonce la mise sur pied d'une nouvelle campagne de promotion de la souveraineté. Cette campagne, rapporte la journaliste Caroline Montpetit, ciblera particulièrement les femmes. « Les femmes sont plus frileuses à l'idée de la souveraineté, explique Louise Paquet, [c]e peut être parce qu'il n'y a pas assez de porte-parole féminines. Les femmes sont plus sensibles quand ce sont des femmes qui leur parlent. Aussi, le fait que les femmes ont eu le droit de vote plus tard que les hommes, a peut-être pour conséquence qu'elles s'intéressent moins à la politique ».
Afin de rejoindre les femmes, des événements sont donc prévus à travers le Québec. Au fil de ces événements, le MNQ espère établir un réseau de cellules régionales de femmes souverainistes; des chercheuses doivent aussi livrer le fruit de leurs travaux sur la place des femmes dans le projet de souveraineté.  
Ainsi, par exemple, au mois d'avril 2000, le forum sur les femmes et la souveraineté de Hull, organisé par la Société nationale des Québécois de l’Outaouais (SNQO), rassemble environ 70 participantes issues de diverses nationalités. Ces dernières participent à différentes conférences et tables rondes qui débouchent sur l’engagement ferme d’une poignée de participantes à mettre sur pied une section régionale du Regroupement des citoyennes pour la souveraineté. 
Le mois suivant, la Société nationale des Québécoises et Québécois de Lanaudière (SNQL) invite les femmes de la région à une journée de mobilisation afin de leur donner l'occasion de « partager la vision de la place qu'elles veulent occuper dans l'avenir du Québec » et de se prononcer sur la formation d'une cellule lanaudoise qui pourrait se joindre au RCS». 

### Le Regroupement des citoyennes pour la souveraineté depuis les années 2000
Avec la fin des activités des Partenaires pour la souveraineté et la conjoncture politique, le Regroupement des citoyennes pour la souveraineté se met en veilleuse au début des années 2000. Il soutient toutefois financièrement quelques projets du Réseau des citoyennes pour l'indépendance (RéCI) qui fait partie des Organisations unies pour l'indépendance (OUI-Québec). Parmi ces projets, la publication d'un recueil de textes intitulé Un Québec pays: le Oui des femmes, paru aux Éditions du remue-ménage en 2018, est particulièrement digne de mention.    